# Colfax (Kalifornia)
Colfax – miasto w Stanach Zjednoczonych, w stanie Kalifornia, w hrabstwie Placer. Według spisu ludności przeprowadzonego przez United States Census Bureau, w roku 2010 miasto Colfax miało 1 963 mieszkańców.